# Overlord (light novel)
Overlord (japonsky オーバーロード, Óbáródo) je japonská série light novel, jejímž autorem je Kugane Marujama a ilustrátorem so-bin. Poprvé se objevila v roce 2010 na internetové stránce Arcadia a roku 2012 na Šósecuka ni naró. Od 30. července 2012 ji vydává také nakladatelství Enterbrain, které publikovalo čtrnáct svazků. Manga, kterou píše Satoši Óšio a kreslí Hugin Mijama, vychází od 26. listopadu 2014 v časopise Comp Ace nakladatelství Kadokawa Šoten.
Televizní anime seriál z produkce studia Madhouse byl premiérově vysílán od 7. července do 29. září 2015. Dne 25. února a 11. března 2017 byly vydány dva filmy kompilující děj první řady. Od 9. ledna do 3. dubna 2018 byla vysílána druhá řada a od 10. července do 2. října téhož roku řada třetí. V roce 2021 byla oznámena produkce čtvrté řady a nového filmu.

## Média

### Light novely
Light novely, jejichž autorem je Kugane Marujama a ilustrátorem so-bin, vycházejí od roku 2010 na internetové stránce Arcadia a od roku 2012 také na Šósecuka ni naró. V témže roce odkoupilo sérii nakladatelství Enterbrain, které ji vydává ve svazcích. První z nich byl vydán 30. července 2012 a zatím poslední čtrnáctý 13. března 2020.
Americké nakladatelství Yen Press licencovalo sérii v říjnu 2015 a vydalo první svazek 24. května 2016 v Severní Americe.

### Manga
Manga, kterou píše Satoši Óšio a kreslí Hugin Mijama, vychází od 26. listopadu 2014 v časopise Comp Ace nakladatelství Kadokawa Šoten. Byla souhrnně vydána v patnácti svazcích tankóbon.

### Anime
13dílný televizní anime seriál z produkce studia Madhouse byl premiérově vysílán od 7. července do 29. září 2015. Za úvodní znělkou „Clattanoia“ stojí OxT a za závěrečnou „L.L.L.“ Myth & Roid. Obě dvě kapely založil kytarista Tom-H@ck. Seriál adaptuje první tři svazky light novel. Společně s jedenáctou limitovanou edicí série light novel byla 30. září 2016 vydána 30minutová OVA epizoda. Příběh seriálu byl zkompilován dvěma filmy, které byly vydány v roce 2017. První z nich, pojmenovaný Gekidžóban sóšuhen Overlord: Fušiša no ó (japonsky 劇場版総集編 オーバーロード 不死者の王), byl vydán 25. února druhý, nazvaný Gekidžóban sóšuhen Overlord: Šikkoku no senši (japonsky 劇場版総集編オーバーロード 漆黒の英雄), 11. března. Úvodní znělkou filmů se stala píseň „Crazy Scary Holy Fantasy“ od Myth & Roid. 
Produkce druhé řady byla oznámena při promítání druhého filmu. Všech 13 dílů řady bylo premiérově vysíláno od 10. ledna do 4. dubna 2018. Mimo Asii licencovala druhou řadu společnost Funimation, která ji souběžně vysílala s anglickým dabingem. V jižní a jihovýchodní Asii odkoupilo práva k seriálu Medialink. Úvodní znělku „Go Cry Go“ složilo OxT a závěrečnou „Hydra“ Myth & Roid. Druhá řada adaptuje čtvrtý až šestý svazek light novel.
Třetí řada seriálu byla premiérově vysílána od 11. července do 2. října 2018. Úvodní znělkou je píseň „VORACITY“ od Myth & Roid a závěrečnou „Silent Solitude“ od OxT. Stejně jako předchozí řady i tato čítala 13 dílů a pokrývala sedmý až devátý svazek light novel.
Dne 8. května 2021 byla oznámena produkce čtvrté řady a anime filmu. Za jeho výrobou stojí stejný produkční tým a herecké obsazení se navrátí do svých rolí.
Postavy se objevily v animovaném crossoveru Isekai Quartet, a to ve stylu čibi jako v Overlord: Ple Ple Pleiades. V crossoveru se dále objevily postavy z light novel KonoSuba, Re: Zero kara hadžimeru isekai seikacu a Jódžo senki. Měl premiéru 9. dubna 2019.

### Videohra
Mobilní hra Mass for the Dead byla spuštěna na konci roku 2019 v Japonsku a celosvětově na začátku roku 2020. Hra získala spíše negativní recenze, ve kterých recenzenti kritizovali její jednoduchost a fakt, že na rozdíl od mnoha jiných gača her nepřinesla nic nového. Celosvětová verze hry byla ukončena 31. března 2021.